# VIS (przedsiębiorstwo)

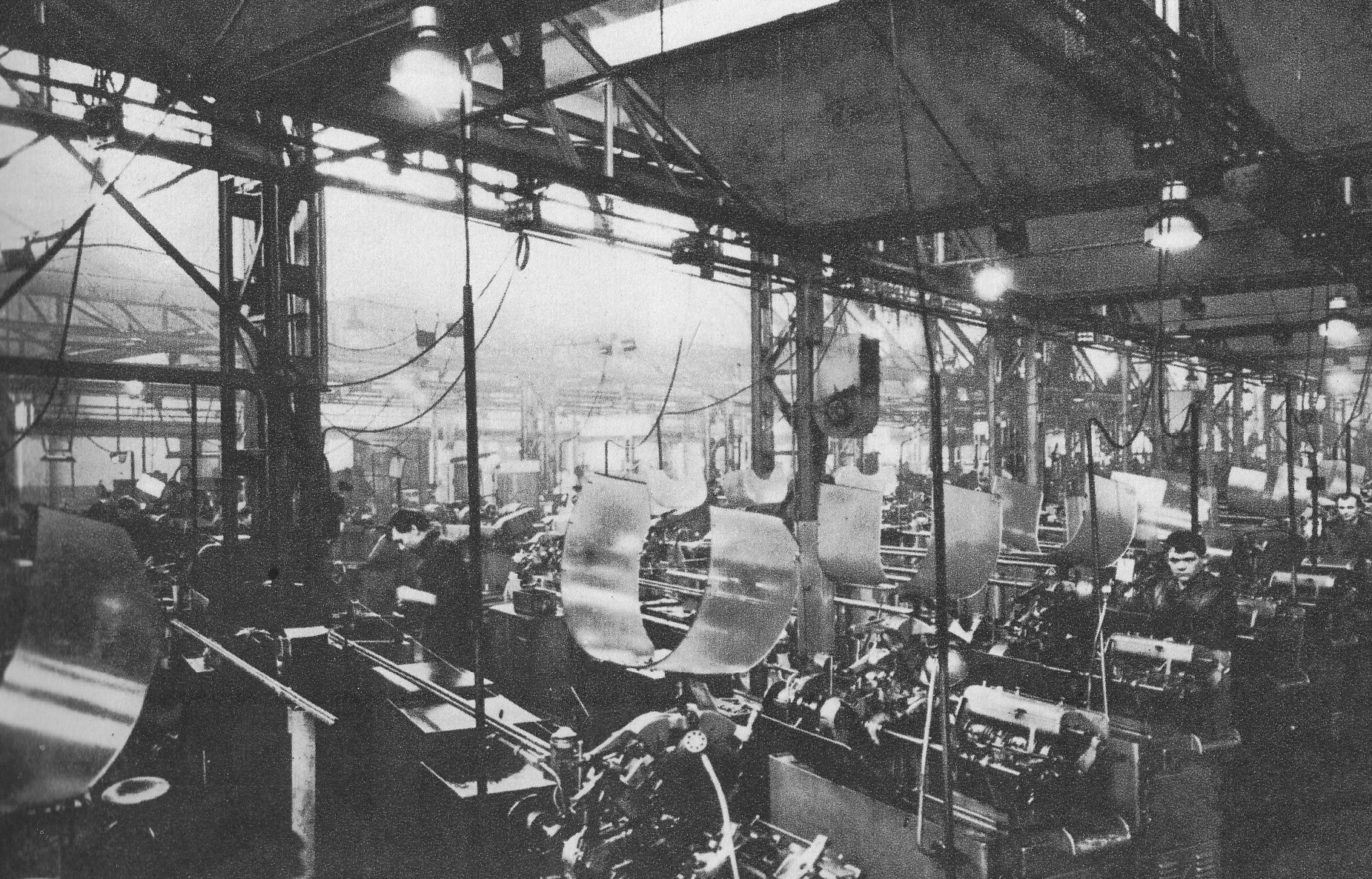
Hala produkcyjna w Fabryce Wyrobów Precyzyjnych im. gen. Świerczewskiego w latach 60. XX wieku

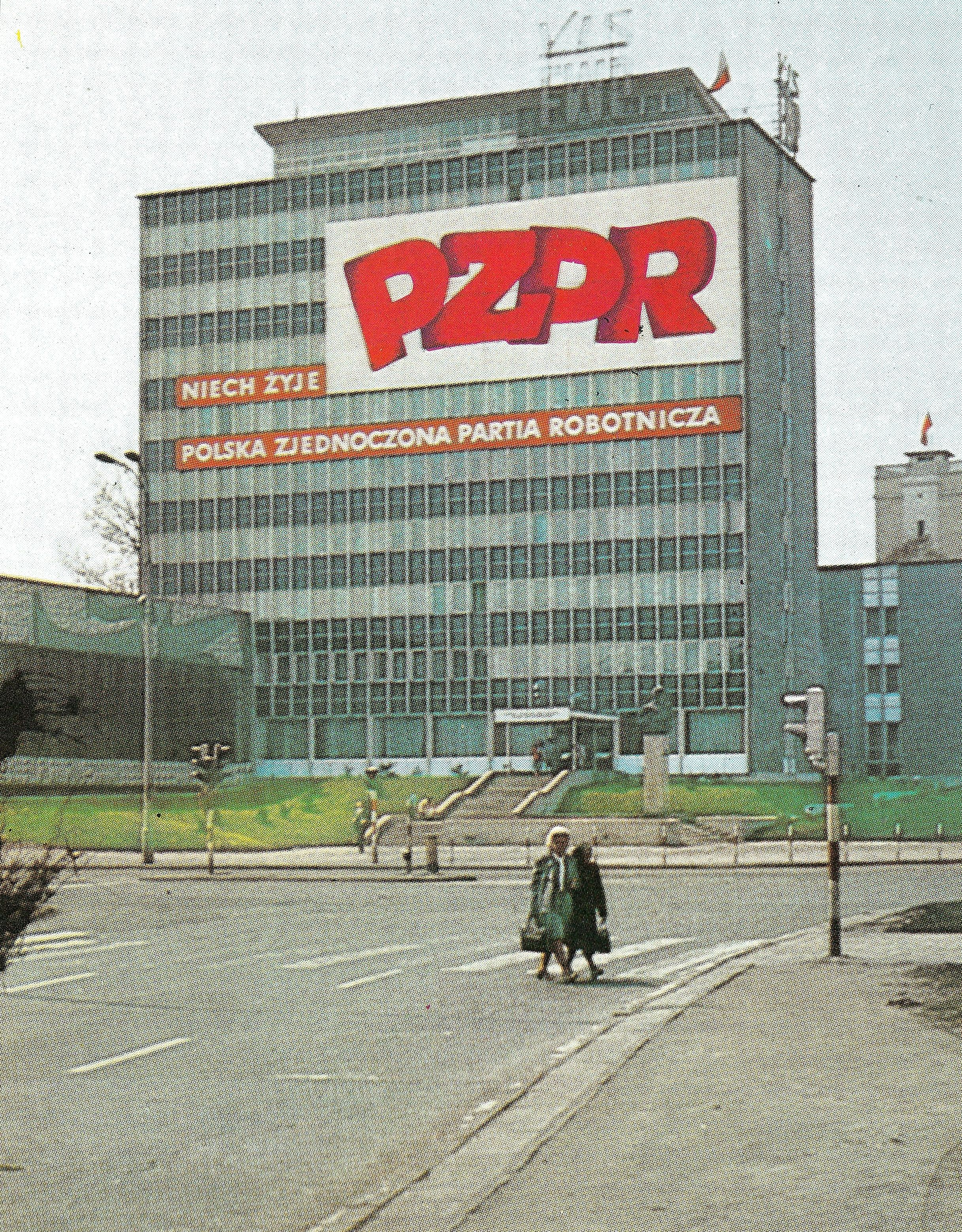
Baner Niech żyje PZPR umieszczony na biurowcu przedsiębiorstwa, widok od strony al. Prymasa Tysiąclecia (dawnej al. Rewolucji Październikowej). Lata 70. XX wieku

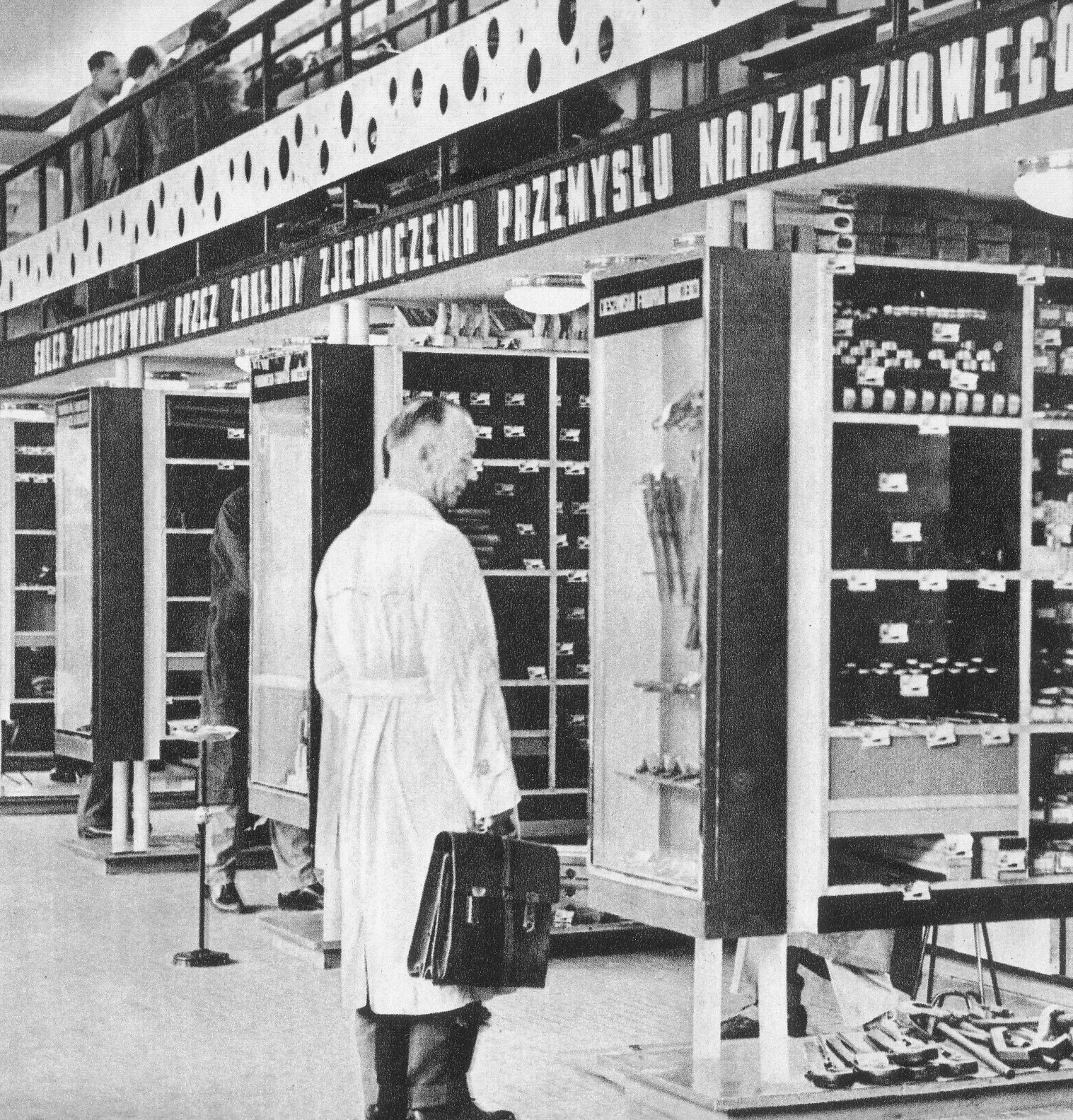
Sklep przyzakładowy w latach 60.

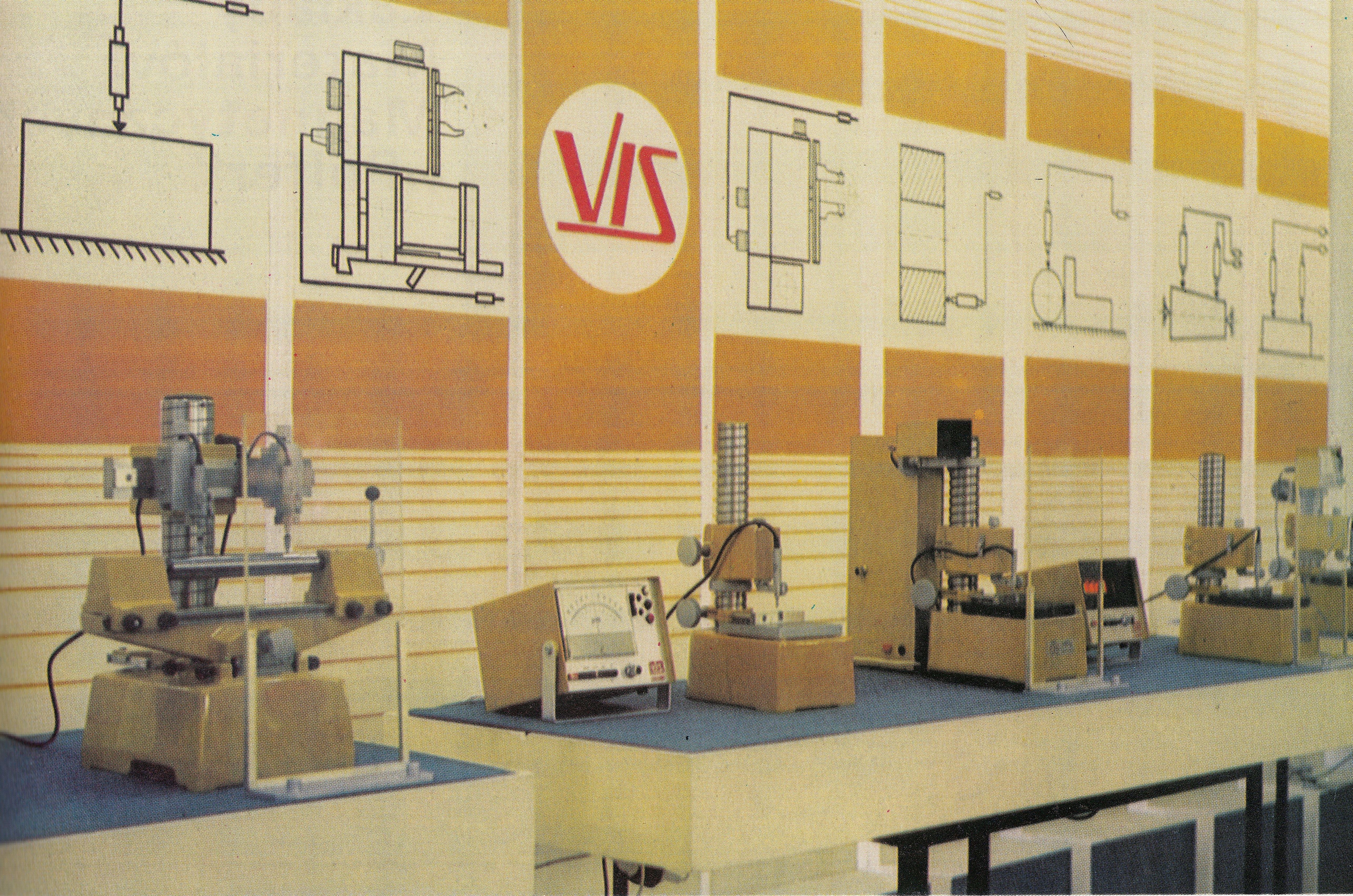
Pomiarowe przyrządy elektroniczne prezentowane na wystawie z okazji rocznicy 75-lecia przedsiębiorstwa

VIS Sp. z o.o. – przedsiębiorstwo z branży metalowej, z siedzibą przy ul. Kasprzaka 29/31 w Warszawie, działające w latach 1898–2015.

## Nazwy
- Towarzystwo Akcyjne Fabryki Maszyn Gerlach i Pulst[1]
- Państwowa Fabryka Karabinów[2]
- Fabryka Wyrobów Precyzyjnych im. gen. Świerczewskiego[3]
- Fabryka Wyrobów Precyzyjnych VIS S.A.[4]
- FWP VIS S.A.

## Historia
Historia zakładu rozpoczęła się 15 lipca 1898 roku, kiedy warszawscy przemysłowcy uzyskali pozwolenie na założenie spółki Towarzystwo Akcyjne Fabryki Maszyn Gerlach i Pulst. Jeszcze w tym samym roku fabryka została przeniesiona na ul. Dworską 29/31 (obecnie ul. Kasprzaka).
Po zakończeniu I wojny światowej fabryka otrzymała wyposażenie ze zdemilitaryzowanej Królewskiej Fabryki Karabinów w Gdańsku. Około 1920 roku spółka została znacjonalizowana jako Państwowa Fabryka Karabinów.
W lutym 1945 roku w ocalałej kuźni rozpoczęto produkcję siekier i młotków. Zakłady wznowiły działalność jako Fabryka Karabinów i Sprawdzianów.
W 1947 roku zakład otrzymał nazwę Fabryka Wyrobów Precyzyjnych im. gen. Świerczewskiego. Nazwa upamiętniała Karola Świerczewskiego, który w 1912 roku rozpoczął pracę w fabryce jako robotnik. Od tej pory na wyrobach fabryki umieszczano znak towarowy „FWP”.
W 1954 roku zarządzeniem Ministra Przemysłu Maszynowego określono profil produkcji zakładu. Od tej pory wytwarzano tu narzędzia do obróbki metali i przyrządy pomiarowe.
W październiku 1968 roku, w ramach obchodów 70. rocznicy istnienia fabryki, przy wejściu odsłonięto pomnik Karola Świerczewskiego dłuta Gustawa Zemły. W 1986 roku został wybity medal o treści Fabryka Wyrobów Precyzyjnych im. gen. Świerczewskiego, zaprojektowany przez Stanisławę Wątróbską.
31 grudnia 1971 roku zostaje utworzone Przedsiębiorstwo Państwowe Kombinat Przemysłu Narzędziowego „VIS”, złożone z FWP w Warszawie, dwóch innych fabryk oraz kilku branżowych hurtowni narzędziowych. Jednocześnie przedsiębiorstwa składowe kombinatu przybierają do swoich nazw słowo VIS.
30 kwietnia 1996 roku Fabryka została skomercjalizowana jako Fabryka Wyrobów Precyzyjnych „VIS” S.A.
W latach 2002–2004 nastąpiło przekształcenie jednolitego przedsiębiorstwa w grupę kapitałową „VIS” (holding) złożoną z: 1) „VIS-Inwestycje S.A.” (spółka główna grupy; zarządca, a od 2006 roku wyprzedawca terenów przy ul. Kasprzaka 29), „VIS” Sp. z o.o. (producent przyrządów pomiarowych i narzędzi skrawających) i „Diamenty-VIS” Sp. z o.o. (producent diamentowych narzędzi skrawających oraz wgłębników do twardościomierzy).
W 2006 roku produkcja firm „VIS” Sp. z o.o. i „DIAMENTY-VIS” Sp. z o.o. została przeniesiona do Pruszkowa.
W 2007 roku zaczęła się rozbiórka budynków fabrycznych przy ul. Kasprzaka róg Ordona w Warszawie, wzniesionych w latach 70. XX wieku.
24 kwietnia 2009 roku Spółka „DIAMENTY-VIS” przeszła w stan upadłości likwidacyjnej. Jej działalność produkcyjną kontynuowała jakiś czas firma „DES-DIAMENTY” Sp. z o.o. w Pruszkowie.
28 kwietnia 2010 roku „VIS” Sp. z o.o. ogłosiła upadłość likwidacyjną. Jej działalność kontynuuje częściowo P.P.H.U. NARZĘDZIOWNIA PRYCIŃSKI z Zaborowa.
Ostatnim prezesem zarządów „VIS” Sp. z o.o. i „DIAMENTY-VIS” Sp. z o.o., a jednocześnie ich likwidatorem był Mariusz Okniński.
W październiku 2012 roku VIS Investments Sp. z o.o. S.K.A. (nazywająca się do 2008 r. VIS-Inwestycje S.A.) weszła jako komplementariusz w skład nowej spółki Kolejowa Invest Sp. z o.o. S.K.A., wcześniej już (17 września 2013), tracąc siedzibę przy ul. Kasprzaka. Jej strona internetowa prezentująca historię firmy VIS została skasowana. Ostatnim prezesem VIS Investments był Krzysztof Kotkowski.
19 listopada 2015 roku Kolejowa Invest została wykreślona z Krajowego Rejestru Sądowego. Stało się to 117 lat i 5 miesięcy po założeniu firmy Gerlach i Plust.
Słowo „VIS” oraz jego oryginalna graficzna stylizacja zostało zachowane w nazwach i logach hurtowni narzędziowych wchodzących dawniej w skład Kombinatu Przemysłu Narzędziowego „VIS” p.p., tzn.: INTER-VIS Sp. z o.o. w Warszawie, METAL-VIS Sp. z. o.o. w Ostrowie Wlkp, P.P.H.U. POLVIS Sp. z o.o. w Warszawie oraz B.H.N. VISŁA Sp. z o.o. w Bydgoszczy.
FWP „VIS” S.A. oraz „VIS” Sp. z.o.o. utrzymywały swoje strony internetowe oraz adresy e-mailowe w domenie vis.com.pl. Od 2011 roku właścicielem tej domeny jest P.P.H.U. NARZĘDZIOWNIA PRYCIŃSKI z Zaborowa.
Właścicielem praw do znaku towarowego „VIS” jest jedna z mazowieckich firm handlujących narzędziami.
Używany w czasach PRL-u znak towarowy „FWP” nie jest przedmiotem niczyjej własności.

## Oferta do ok. 2010

### Przyrządy pomiarowe
- Przyrządy suwmiarkowe (suwmiarki noniuszowe i elektroniczne)
- Przyrządy mikrometryczne (mikrometry, średnicówki mikrometryczne)
- Przyrządy czujnikowe (grubościomierze czujnikowe)
- Przymiary sztywne
- Wzorce i sprawdziany (płytki wzorcowe, przybory do płytek wzorcowych, wałeczki pomiarowe, sprawdziany gładkie i gwintowe)

### Narzędzia skrawające i inne
- Frezy
- Gwintowniki
- Przeciągacze
- Ściernice diamentowe
- Wglębniki diamentowe do twardościomierzy

## W kulturze masowej
- Na tle budynków przy Kasprzaka rozgrywały się sceny związane z maszynohurtem w filmie Nie lubię poniedziałku.